# Bujakowy Potok
Bujakowy Potok – potok, prawy dopływ Jaworowego Potoku w słowackich Tatrach Bielskich. Spływa dnem Bujakowego Żlebu spod Murania do Doliny Jaworowej.
Potok jest bardzo ubogi w wodę i płynie ona tylko w jego dolnej części. Wyżej koryto jest suche, woda płynie nim tylko po większych opadach. Potok przepływa przez środek polany pod Muraniem i w lesie na wysokości 1090 m uchodzi do Jaworowego Potoku.